# 1009 هـ
ألف وتسعة 1009 هـ هي سنة في التقويم الهجري امتدت مقابلةً في التقويم الميلادي بين سنتي 1600 و1601.